# Ricardo Jaramillo
Ricardo Arturo Jaramillo Luque (* 1954) ist ein mexikanischer Badmintonspieler und Archäologe.

## Karriere
Ricardo Jaramillo nahm 1977 an der Weltmeisterschaft im Badminton teil. Er startete dabei sowohl im Einzel als auch im Doppel mit Bruder Victor. In beiden Disziplinen wurde er 17., wobei er jeweils an schwedischen Gegnern scheiterte. 1980 nahm Jaramillo erneut an der Badminton-WM teil und erreichte dort sogar Platz neun im Doppel mit Jorge Palazuelos. Gemeinsam mit Palazuelos feierte er schon 1974 seinen größten sportlichen Erfolg, als er die Swiss Open gewinnen konnte.

## Sportliche Erfolge
| Saison | Veranstaltung              | Disziplin    | Platz | Name                                 |
| ------ | -------------------------- | ------------ | ----- | ------------------------------------ |
| 1974   | Swiss Open                 | Herrendoppel | 1     | Ricardo Jaramillo / Jorge Palazuelos |
| 1977   | Weltmeisterschaft          | Herrendoppel | 17    | Victor Jaramillo / Ricardo Jaramillo |
| 1977   | Weltmeisterschaft          | Herreneinzel | 17    | Ricardo Jaramillo                    |
| 1978   | Mexikanische Meisterschaft | Herrendoppel | 1     | Victor Jaramillo / Ricardo Jaramillo |
| 1978   | Mexikanische Meisterschaft | Herreneinzel | 1     | Ricardo Jaramillo                    |
| 1980   | Weltmeisterschaft          | Herrendoppel | 9     | Ricardo Jaramillo / Jorge Palazuelos |
| 1978   | Mexico International       | Herrendoppel | 1     | Ricardo Jaramillo / Victor Jamarillo |
| 1980   | Weltmeisterschaft          | Herreneinzel | 33    | Ricardo Jaramillo                    |